# أيامنا الجاية (فلم)
أيامنا الجاية (بالعربية: أيامنا القادمة) هو فيلم مصري إنتاج عام 2008.

## قصة الفيلم
تدور أحداث الفيلم حول مجموعة من شباب الجامعات لديهم مشاكل عائلية فتجمعهم رحلة وأثناء هذه الرحلة يقررون بعض القرارات الخاطئة كالزواج عرفياً بزميلاتهم وتتوالى الأحداث ويتزوجوا عرفياً في فيلا أحدهم بالساحل الشمالي وهناك تقع جريمة قتل تاجر مخدرات في الفيلا فتتأزم الأمور بشكل كوميدي اجتماعي وتطرح قضية اتجاهات الشباب وعدم مسئولويتهم في تحمل المسئولية .

## الشخصيات
- عزت أبو عوف
- سوسن بدر
- انتصار
- محمد شومان
- يوسف داود
- جلال رجب

### الشباب
- أحمد عثمان
- سيد الرومي
- صفا تاج الدين
- حنين
- تيسير عبد العزيز
- أحمد مصطفي
- دعاء عادل
- أشرف

## فريق العمل
التصوير السينمائي:
إيهاب حامد (مدير التصوير)
قسم المونتاج:
علاء عبد العزيز (مونتاج)
قسم الموسيقى:
ياسر البذر (موسيقى تصويرية)
قسم الإنتاج:
شركة لورد فيلم للإنتاج الفني (شركة الإنتاج)
محمد كمال الشناوى (منتج)
منال الزير (منتجة)
عادل عمار (منتج وممثل)
قسم الصوت:
إبراهيم الدسوقى (مهندس صوت)
قسم التوزيع:
الشركة العربية للإنتاج والتوزيع السينمائي (شركة التوزيع)

## وصلات
- صفحة الفيلم علي فيلفان[وصلة مكسورة]

## وصلات خارجية
- مقالات تستعمل روابط فنية بلا صلة مع ويكي بيانات